# Salma Kikwete
Salma Kikwete (30 de noviembre de 1963) es una educadora, activista y política tanzana que fue primera dama de Tanzania de 2005 a 2015 como esposa del presidente de Tanzania, Jakaya Kikwete.

## Biografía
Salma Kikwete fue maestra durante más de veinte años. En 2005, el gobierno lanzó una campaña nacional para la realización de pruebas voluntarias del VIH/sida en Dar es-Salam. Salma Kikwete y su esposo estuvieron entre los primeros en el país en ser evaluados. Desde 2009, fue Vicepresidenta de la Región Oriental de la Organización de primeras damas Africanas contra el VIH/sida (OAFLA). En 2012, la primera dama Salma Kikwete, el ex presidente de Botsuana Festus Mogae y otras diez figuras africanas se asociaron con la Unesco y ONUSIDA para apoyar el Compromiso de África Oriental y Meridional sobre la Prevención del VIH y la Salud Sexual para los Jóvenes, que se lanzó en noviembre de 2011.
Kikwete también fundó Wanawake na Maendeleo, o Women in Development (WAMA), una organización sin ánimo de lucro para la promoción del desarrollo entre mujeres y niños.
Más de un año después de que su esposo dejara el cargo, Salma Kikwete fue nombrada para un escaño en la Asamblea Nacional por el presidente John Magufuli el 1 de marzo de 2017.